# Thomas Regnaudin
Thomas Regnaudin est un sculpteur du baroque français, né à (Moulins le 11 février 1622, et mort à Paris le 3 juillet 1706), .

## Biographie
Fils d'un maître tailleur de pierre de Moulins, il vient à Paris pour poursuivre des études artistiques. Il est l'élève de François Anguier. 
Le 28 juillet 1657, il est reçu à l'Académie royale de peinture et de sculpture avec un bas-relief ovale en marbre représentant Saint-Jean-Baptiste, le 26 juillet 1658, il est élu professeur, adjoint à recteur le 30 octobre 1694. 
Il travaille au Louvre, aux Tuileries, au Château de Fontainebleau et au Château de Versailles où il travaille sur plusieurs décors de fontaines. Dans le Bosquet des Bains d'Apollon, pour le groupe Apollon servi par les nymphes exécuté sous la direction de François Girardon d'après un dessin de Charles Le Brun, il a réalisé trois des nymphes. 
Il reste un sculpteur de second ordre et ne jouit pas d'une grande notoriété, ayant souvent travaillé sous la direction de sculpteurs plus connus.

## Œuvres

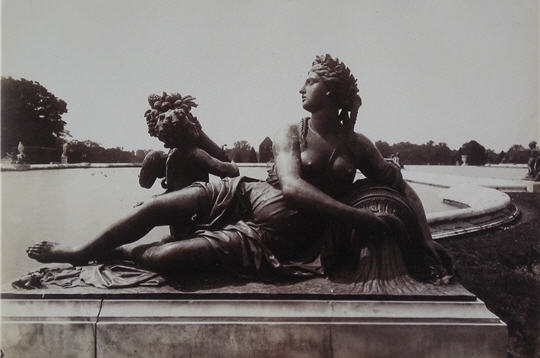
Le Loiret, margelle orientale du Bassin du Midi du Parterre d'Eau, Versailles. Photo d'Eugène Atget (1902)

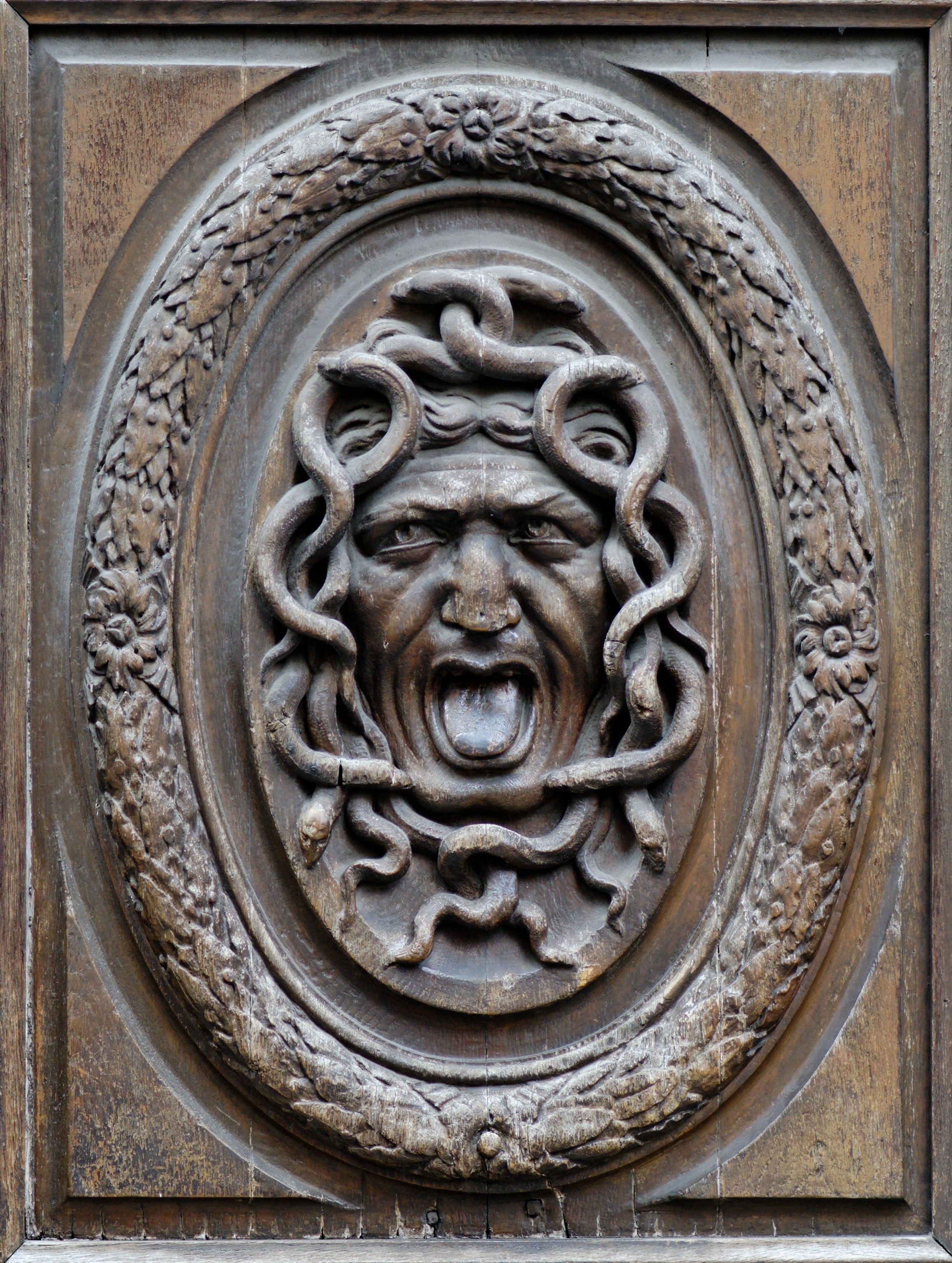
Méduse, décors d'un panneau du portail de l'Hôtel Amelot de Bisseuil, Paris

- Monument de Henri II de Montmorency à Moulins, avec François Anguier.
- Trois nymphes, grotte de Téthys, jardin de Versailles.
- Apollon servi par les Nymphes, sous la direction de François Girardon
- Décoration des bassins des Quatre saisons : L'Été (d'après un dessin de Charles Le Brun), des Quatre enlèvement : Saturne enlevant Cybèle, de la Loire et du Loiret, pour le Parterre d'Eau du château de Versailles.
- Portail en bois sculpté pour l'hôtel particulier[2] de Jean-Baptiste Amelot de Bisseuil, (1612-1688), rue Vieille-du-Temple, Paris, panneau Tête de Méduse[3].

## Conférences à l'Académie royale de peinture et de sculpture
- Thomas Regnaudin, « Thomas Regnaudin (1627-1706) sur  L'art de traiter les bas-reliefs », dans Conférences de l'Académie royale de peinture et de sculpture recueillies, annotées et précédées d'une étude sur les artistes écrivains par Henry Jouin (lire en ligne), p. 115-121